# Боргата Кампо Форано (Кунео)
Боргата Кампо Форано је насеље у Италији у округу Кунео, региону Пијемонт.
Према процени из 2011. у насељу је живело 4 становника. Насеље се налази на надморској висини од 939 м.